# 马科斯·鲁伊斯
马科斯·鲁伊斯·贝拉斯科（西班牙語：Marcos Ruiz Velasco，1996年10月13日—），西班牙男子举重运动员，2022年欧洲举重锦标赛男子102公斤级铜牌得主、2022年地中海运动会男子102公斤级抓举金牌得主和男子102公斤级挺举银牌得主。